# Doresópolis
Doresópolis is een gemeente in de Braziliaanse deelstaat Minas Gerais. De gemeente telt 1.578 inwoners (schatting 2009).

## Aangrenzende gemeenten
De gemeente grenst aan Bambuí, Iguatama, Pains en Piumhi.